# Lampetis bioculata
Lampetis bioculata es una especie de escarabajo del género Lampetis, familia Buprestidae. Fue descrita científicamente por Olivier en 1790.